# 戈耳工

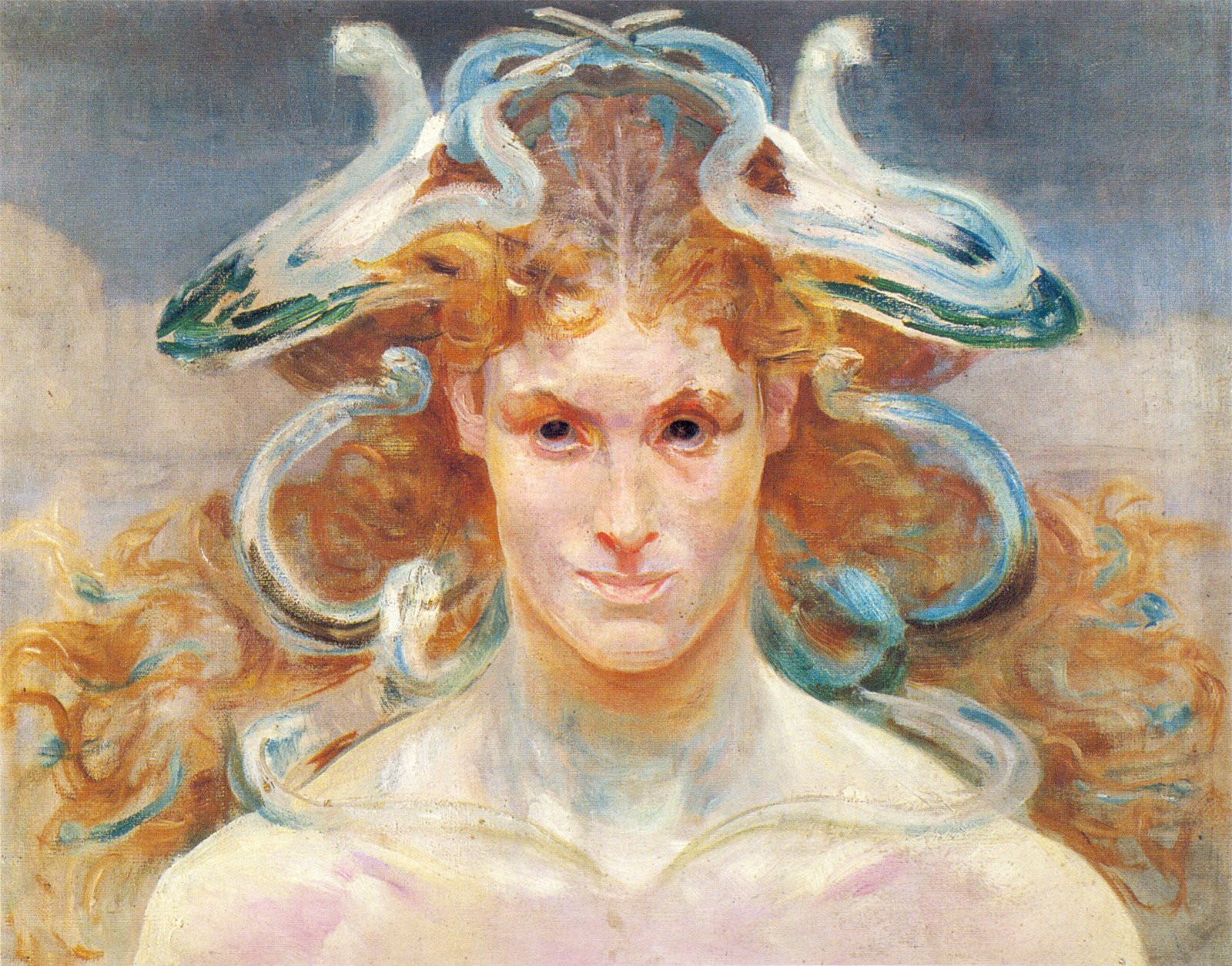
藝術家所畫的戈耳工

戈耳工（Gorgon，或者译作蛇发女妖，意为可怕的，另有人谓为高声咆哮的），是一種长有尖牙，头生毒蛇的女性怪物。戈爾貢最早出現在希腊神话中，指的是三姊妹斯忒諾、歐律阿勒和美杜莎，據說她們是海神福耳庫斯與女神刻托之女。

## 字義
古希臘語單數：Γοργώ，複數：Γοργόνες。字源來自於動詞：γόργω，意為「恐怖、可怕」。如字義所述，戈耳工们是一群讓人感覺可怕又恐懼的傢伙。

## 历代传闻

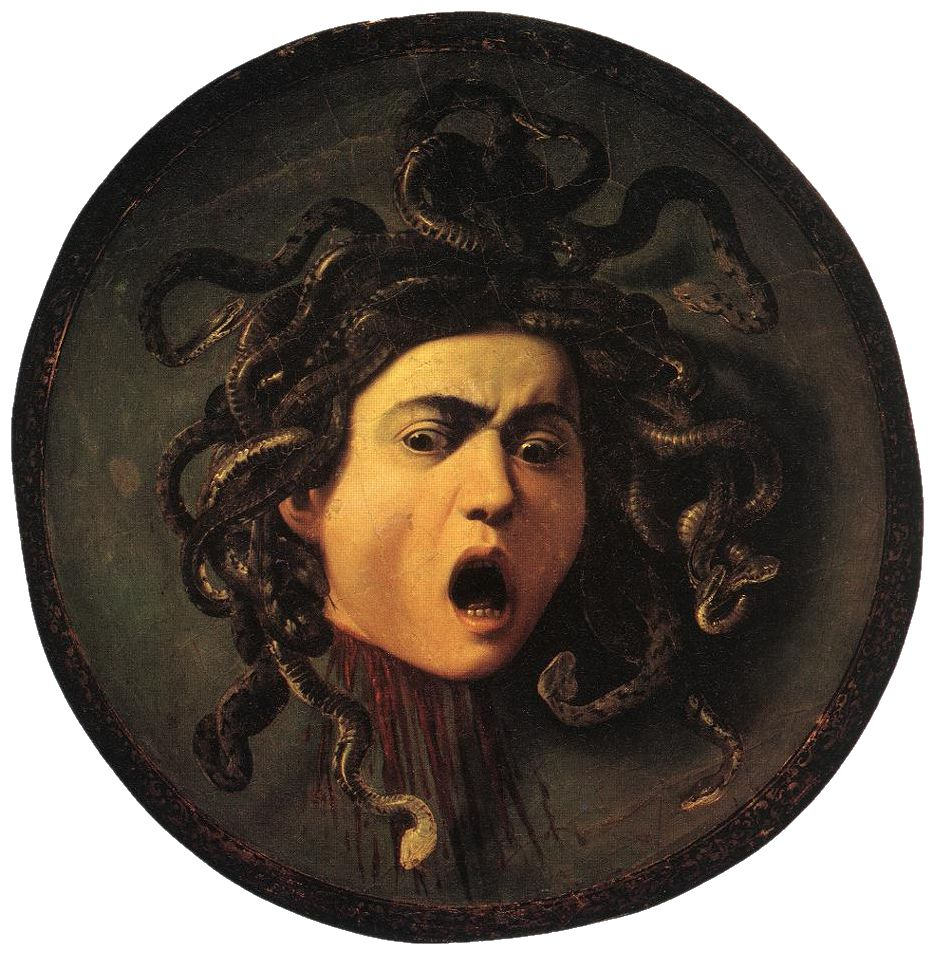
卡拉華治奧的美杜莎

和現今大眾文化中流傳的戈爾貢形象（頭生毒蛇的女性怪物）不同，最早在希臘神話中登場的戈爾貢有著不一樣的面貌。有些传闻将祂们描绘成身长金色羽翼、黄铜利爪、野猪獠牙。在神话中，看到戈耳工颜面的人会化为石头。荷马（Homer）在《伊利亚特》（ΙΛΙΑΣ,Iliad）中只论及一个戈耳工，祂的头颅被嵌在宙斯的神盾埃癸斯（Aegis）之中。在《奥德赛》（Odyssey）中，这个戈耳工被描绘成一个地底妖怪。赫西俄德（Hesiod，公元前8-7世纪）将戈耳工的数量增加到三个──斯忒諾（Stheno，富有力量的）、歐律阿勒（Euryale，「遙遠的漫遊」或「廣闊的大海」）、美杜莎（Medusa，皇后），并使她们成为海神福耳库斯（Phorcys）和刻托（Ceto）的女儿。据后来来自利比亚的可靠资料称，她们的居所在西洋的辽远之处。在由欧里庇得斯（Euripides，前480–前406）所重新上演的雅典传统剧目里戈耳工成了一个妖怪，祂由盖亚（Gaia）所创，来辅助其几个儿子对付众神；为雅典娜（Athena，相当于罗马神话中密涅瓦）所杀。

## 美杜莎
根据奥维德（Ovid）的《变形记》（Metamorphoses）所述，只有美杜莎的头发上有蛇，这全拜密涅瓦（Minerva，雅典娜）的诅咒所赐。在密涅瓦的神殿中，海神（罗马神话作Neptune，希腊神话为波塞頓Poseidon）曾为美杜莎的一头金发所诱惑，并強行与之交合。因此密涅瓦将这一头诱人的金发变成了条条毒蛇。埃斯库罗斯认为三个戈耳工只有一颗牙齿、一只眼睛，祂们只好轮换着用（又见格赖埃（Graeae）。
在三个戈耳工当中只有美杜莎是肉身，故珀尔修斯（Perseus）能够将其杀死。珀尔修斯从格赖埃手里得到的镜之盾，透过镜面看清美杜莎，才得以割下她的头颅。一些作家认为珀尔修斯所装备的是墨丘利（Mercury，希腊神话作赫耳墨斯Hermes）给的长柄大镰和密涅瓦给的镜子。不管是镜之盾还是长柄大镰，这些武器都使得他可以轻松打败美杜莎。她与波塞頓所生的两个儿子克律萨俄耳（Chrysaor）和珀伽索斯（Pegasus）从她脖子上溅出的血里跳了出来。美杜莎的头颅有着将一切正视她的人变成石头的力量。珀尔修斯把头颅给了雅典娜而后者把它嵌在她的盾上；而据另一种说法，珀尔修斯将头颅埋在阿耳戈斯（一古希腊城邦）的市集之中。

## 戈耳工头像
女魔脸形饰（gorgoneion，或名之曰石首，上刻有或绘有戈耳工脸孔：常常是舌头穿过尖牙，直吐于外，并有蛇在头上芜乱地凸现出来）经常摆设在门、墙、盾、护胸及墓碑之上，用以辟邪。就这方面来说，戈耳工头像和中国士兵盾牌上风格有时有些奇异的脸谱有些类似，那也被广泛地当作护身符用，它可以辟祛恶魔的眼睛。

## 戈耳工的魔力
在希腊神话中，戈耳工的右侧身体的血有起死回生之妙，而左侧的则是迅速致命的毒药。雅典娜给了阿斯克勒庇俄斯一小瓶有回復作用的血液，这瓶血液却最终致他于死地。
据说赫拉克勒斯（Heracles）从雅典娜那裡得到过一绺美杜莎的头发（祂的头发拥有和头颅一样的威力），并把它给了格佛厄斯（Cepheus）的女儿丝黛罗普（Sterope），以保护帖该亚城（Tegea）免遭攻击。

## 石頭與青銅
石頭（λίθος）似乎沒有比青銅（χαλκός）硬，又或者從物理觀點來看，人類和動物的骨骼歷經時間演化會石化成化石，而青銅這類的金屬則不會，所以美杜莎的石化功一遇到青銅物都無用武之地。書庫有明顯記載，雅典娜借給珀爾修斯（Περσεύς）青銅盾（ἀσπίδα χαλκῆν），盾面光滑如鏡，珀爾修斯借反射影像避免「直接」看到美杜莎的臉，所以青銅「間接」過濾掉石化的威力。又因赫拉克勒斯借來蛇髮也將他存放在青銅水壺（ὑδρία χαλκῆ）裡。只有雅典娜的青銅盾能裝置美杜莎的頭。

## 后世评说
后世的人们将美杜莎视为是一个美丽的女仆，后来头发被雅典娜变作了毒蛇。在艺术作品中，她的头颅为静寂的安眠所缠绕，被描绘得极其俊美。